# Огненный столп (Библия)
Столп огненный (др.-евр. עמוד האש‬, «амуд ха-эш») — одно из чудес, совершенных, согласно библии, Богом для народа Израиля во время исхода из Египта. Согласно тому, что написано в Книге Исхода (Исх. 13:21), огненный столп распространял свет и позволял народу Израиля передвигаться ночью во время исхода из Египта. Подобно огненному столпу, днем евреев направлял облачный столп.
Особым чудом было явление Божие в столпе облачном и огненном у Чермного моря, когда египтяне с войском догнали евреев, которым предстояла неминуемая гибель. Но «Ангел Божий и столп облачный и огненный» стал позади израильтян и им светил, а Египтян омрачал.

## Упоминания в библии
«…Ты, Господь, даешь им видеть Себя лицем к лицу, и облако Твое стоит над ними, и Ты идешь пред ними днем в столпе облачном, а ночью в столпе огненном» (Чис . 14:14).
Также некоторые пророки упоминали об огненном столпе: «В столпе облачном Ты вел их днем и в столпе огненном — ночью, чтоб освещать им путь, по которому идти им» (Неем. 9:12). «Но Ты, по великому милосердию Твоему, не оставлял их в пустыне; столп облачный не отходил от них днем, чтобы вести их по пути, и столп огненный — ночью, чтобы светить им на пути, по которому им идти» (Неем. 9:19).

## Библейская критика
Критики-рационалисты объясняют явление облачного и огненного столпов обычаем торговых и паломнических караванов при ночном странствовании по пустыне освещать путь факелами, привязанными к длинным шестам. С помощью этих факелов каждой группе путешественников указывается также место её стоянки.
Критики сравнивают сообщение Курциуса (III, 3, 9), согласно которому y персов существовал обычай носить перед войском в походе священный огонь на серебряном алтаре; Александр Великий ввел в обычай, чтобы сигнал к походу давался не помощью трубных звуков, a посредством длинного шеста, поставленного над главной палаткой, на котором ночью зажигали огонь, днем же над ним клубился дым.
Другие сравнивают библейский рассказ об огне с тем огнем, который ночью для указания пути являлся перед Трасибулом, или с легендой ο факеле, горевшем на небе и показавшем ночью путь в Италию коринфянину Тимолеону (.

## Библейские комментарии
Автор книги Премудрости Соломона (X, 17) отождествляет со облачным и огненным столбом премудрость Божию.
Филон Александрийский отождествляет с ними Божественный разум (Логос).
Комментаторы Эвальд, Рим и Дилльманн полагают, что в книге Исход и Чисел мы имеем более древнее повествование ο столбе облачном и огненном, связанном со скинией и жертвенником, и только в позднейшем источнике столб получил самостоятельное существование.